# Grand Prix de Plumelec-Morbihan Dames 2019
La 9e édition du Grand Prix de Plumelec-Morbihan Dames a eu lieu le 1er juin 2019. La course fait partie du calendrier international féminin UCI 2019 en catégorie 1.1. Elle est remportée par la Danoise Cecilie Uttrup Ludwig.

## Équipes
| Équipes féminines professionnelles (14)- Aromitalia Vaiano - BePink - Bigla - Bizkaia-Durango - BTC City Ljubljana - Charente-Maritime Women Cycling - Doltcini-Van Eyck Sport - FDJ-Nouvelle Aquitaine-Futuroscope - Health Mate-Ladies Team - Lotto Soudal Ladies - Mitchelton-Scott - Parkhotel Valkenburg-Destil - Sopela - WNT-Rotor Pro Cycling Équipes nationales (7)- Espagne - France - Israël - Luxembourg - Norvège - Nouvelle-Zélande - Russie Équipe féminines amateur (7)- Breizh Ladies - DN Auvergne-Rhône Alpes - DN Biofrais - Elles Pays de la Loire - Jan van Arckel - Team féminin Centre Val de Loire - VC Morteau Montbenoit Équipe régionale et de club- Centre mondial du cyclisme |
| |

## Récit de course
La côte du circuit provoque une sélection par l'arrière. À deux tours de l'arrivée, Gracie Elvin et Elizabeth Banks partent, mais sont reprises plus loin. Un groupe d'une vingtaine de coureuses se dispute la victoire. Cecilie Uttrup Ludwig s'impose.

## Classements

### Classement final
| \| Classement général \| Classement général \| Classement général \| Classement général \| Classement général \| \| Coureuse \| Coureuse \| Pays \| Équipe \| Temps \| \| ------------------ \| --------------------- \| ------------------ \| ---------------------------------- \| ------------------ \| \| 1re \| Cecilie Uttrup Ludwig \| Danemark \| Bigla \| 2 h 56 min 05 s \| \| 2e \| Mavi García \| Espagne \| Espagne \| + 0 s \| \| 3e \| Sheyla Gutiérrez \| Espagne \| Espagne \| + 0 s \| \| 4e \| Ane Santesteban \| Espagne \| WNT-Rotor Pro Cycling \| + 0 s \| \| 5e \| Stine Borgli \| Norvège \| Norvège \| + 4 s \| \| 6e \| Sofie De Vuyst \| Belgique \| Parkhotel Valkenburg \| + 4 s \| \| 7e \| Julie Van de Velde \| Belgique \| Lotto Soudal Ladies \| + 4 s \| \| 8e \| Urša Pintar \| Slovénie \| BTC City Ljubljana \| + 4 s \| \| 9e \| Shara Marche \| Australie \| FDJ-Nouvelle Aquitaine-Futuroscope \| + 4 s \| \| 10e \| Letizia Borghesi \| Italie \| Aromitalia Vaiano \| + 4 s \| |                       |           |                                    |                 |
| |                       |           |                                    |                 |
| Source : Cycling Quotient |                       |           |                                    |                 |
| Classement général |                       |           |                                    |                 |
| Coureuse | Coureuse              | Pays      | Équipe                             | Temps           |
| 1re | Cecilie Uttrup Ludwig | Danemark  | Bigla                              | 2 h 56 min 05 s |
| 2e | Mavi García           | Espagne   | Espagne                            | + 0 s           |
| 3e | Sheyla Gutiérrez      | Espagne   | Espagne                            | + 0 s           |
| 4e | Ane Santesteban       | Espagne   | WNT-Rotor Pro Cycling              | + 0 s           |
| 5e | Stine Borgli          | Norvège   | Norvège                            | + 4 s           |
| 6e | Sofie De Vuyst        | Belgique  | Parkhotel Valkenburg               | + 4 s           |
| 7e | Julie Van de Velde    | Belgique  | Lotto Soudal Ladies                | + 4 s           |
| 8e | Urša Pintar           | Slovénie  | BTC City Ljubljana                 | + 4 s           |
| 9e | Shara Marche          | Australie | FDJ-Nouvelle Aquitaine-Futuroscope | + 4 s           |
| 10e | Letizia Borghesi      | Italie    | Aromitalia Vaiano                  | + 4 s           |

### Points UCI
| Position           | 1er | 2e | 3e | 4e | 5e | 6e | 7e | 8e | 9e | 10e | 11e | 12e | 13e à 15e | 16e à 25e |
| Classement général | 125 | 85 | 70 | 60 | 50 | 40 | 35 | 30 | 25 | 20  | 15  | 10  | 5         | 3         |

## Liste des participantes
| FDJ-Nouvelle Aquitaine-Futuroscope FDJ | FDJ-Nouvelle Aquitaine-Futuroscope FDJ | FDJ-Nouvelle Aquitaine-Futuroscope FDJ |
| -------------------------------------- | -------------------------------------- | -------------------------------------- |
| Num                                    | Coureuse                               | Pos                                    |
| 1                                      | Coralie Demay (FRA)                    | AB                                     |
| 2                                      | Shara Marche (AUS)                     | 9e                                     |
| 3                                      | Marie Le Net (FRA)                     | 53e                                    |
| 4                                      | Eugénie Duval (FRA)                    | 24e                                    |
| 5                                      | Victorie Guilman (FRA)                 | 14e                                    |
| 6                                      | Lauren Kitchen (AUS)                   | 28e                                    |

| Charente-Maritime CMW | Charente-Maritime CMW | Charente-Maritime CMW |
| --------------------- | --------------------- | --------------------- |
| Num                   | Coureuse              | Pos                   |
| 11                    | Pauline Allin (FRA)   | 80e                   |
| 12                    | India Grangier (FRA)  | AB                    |
| 13                    | Noémie Abgrall (FRA)  | 96e                   |
| 14                    | Manon Minaud (FRA)    | 62e                   |
| 15                    | Lucie Lahaye (FRA)    | 65e                   |
| 16                    | Anaïs Morichon (FRA)  | AB                    |

| Aromitalia Vaiano VAI | Aromitalia Vaiano VAI        | Aromitalia Vaiano VAI |
| --------------------- | ---------------------------- | --------------------- |
| Num                   | Coureuse                     | Pos                   |
| 21                    | Sofia Beggin (ITA)           | AB                    |
| 22                    | Rasa Leleivytė (LTU) (route) | 15e                   |
| 23                    | Letizia Borghesi (ITA)       | 10e                   |
| 24                    | Nicole Nesti (ITA)           | 94e                   |
| 25                    | Michela Balducci (ITA)       | 37e                   |
| 26                    | Emilia Matteoli (ITA)        | AB                    |

| Bepink BPK | Bepink BPK              | Bepink BPK |
| ---------- | ----------------------- | ---------- |
| Num        | Coureuse                | Pos        |
| 31         | Simona Frapporti (ITA)  | 56e        |
| 32         | Chiara Perini (ITA)     | 95e        |
| 33         | Silvia Valsecchi (ITA)  | 69e        |
| 34         | Vania Canvelli (ITA)    | 55e        |
| 35         | Tatiana Guderzo (ITA)   | 19e        |
| 36         | Francesca Pattaro (ITA) | 60e        |

| Bigla BIG | Bigla BIG                   | Bigla BIG |
| --------- | --------------------------- | --------- |
| Num       | Coureuse                    | Pos       |
| 41        | Cecilie Uttrup Ludwig (DEN) | 1re       |
| 42        | Leah Thomas (USA)           | 44e       |
| 43        | Mikayla Harvey (NZL)        | AB        |
| 44        | Sophie Wright (GBR)         | 12e       |
| 45        | Elizabeth Banks (GBR)       | 36e       |
| 46        | Nikola Nosková (CZE)        | 18e       |

| Bizkaia-Durango BDP | Bizkaia-Durango BDP     | Bizkaia-Durango BDP |
| ------------------- | ----------------------- | ------------------- |
| Num                 | Coureuse                | Pos                 |
| 51                  | Sandra Alonso (ESP)     | AB                  |
| 52                  | Ainara Elbusto (ESP)    | 93e                 |
| 53                  | Isabel Martin (ESP)     | AB                  |
| 54                  | Lucía González (ESP)    | 38e                 |
| 55                  | Ariana Gilabert (ESP)   | 86e                 |
| 56                  | Cristina Martínez (ESP) | 74e                 |

| BTC City Ljubljana BTC | BTC City Ljubljana BTC | BTC City Ljubljana BTC |
| ---------------------- | ---------------------- | ---------------------- |
| Num                    | Coureuse               | Pos                    |
| 61                     | Urša Pintar (SLO)      | 8e                     |
| 62                     | Hanna Nilsson (SWE)    | 17e                    |
| 63                     | Urška Žigart (SLO)     | 49e                    |
| 64                     | Špela Kern (SLO)       | AB                     |
| 65                     | Maja Savic (SRB)       | AB                     |

| Doltcini-Van Eyck Sport DVE | Doltcini-Van Eyck Sport DVE     | Doltcini-Van Eyck Sport DVE |
| --------------------------- | ------------------------------- | --------------------------- |
| Num                         | Coureuse                        | Pos                         |
| 71                          | Pascale Jeuland-Tranchant (FRA) | 61e                         |
| 72                          | Marion Sicot (FRA)              | 32e                         |
| 73                          | Saartje Vandenbroucke (BEL)     | AB                          |
| 74                          | Jesse Vandenbulcke (BEL)        | 26e                         |
| 75                          | Séverine Eraud (FRA)            | AB                          |
| 76                          | Victoire Berteau (FRA)          | AB                          |

| Health Mate-Ladies Team HMT | Health Mate-Ladies Team HMT   | Health Mate-Ladies Team HMT |
| --------------------------- | ----------------------------- | --------------------------- |
| Num                         | Coureuse                      | Pos                         |
| 81                          | Christina Schweinberger (AUT) | 76e                         |
| 82                          | Kylie Waterreus (NED)         | 73e                         |
| 83                          | Kirstie van Haaften (NED)     | 77e                         |
| 84                          | Fien Delbaere (BEL)           | 82e                         |
| 85                          | Veronika Kormos (HUN)         | 90e                         |

| Lotto Soudal Ladies LSL | Lotto Soudal Ladies LSL  | Lotto Soudal Ladies LSL |
| ----------------------- | ------------------------ | ----------------------- |
| Num                     | Coureuse                 | Pos                     |
| 91                      | Julie Van de Velde (BEL) | 7e                      |
| 92                      | Danique Braam (NED)      | 89e                     |
| 93                      | Chantal Hoffmann (LUX)   | AB                      |
| 94                      | Danielle Christmas (GBR) | 25e                     |

| Mitchelton-Scott MTS | Mitchelton-Scott MTS   | Mitchelton-Scott MTS |
| -------------------- | ---------------------- | -------------------- |
| Num                  | Coureuse               | Pos                  |
| 101                  | Sarah Roy (AUS)        | 75e                  |
| 102                  | Gracie Elvin (AUS)     | 50e                  |
| 103                  | Georgia Williams (NZL) | 67e                  |
| 105                  | Moniek Tenniglo (NED)  | 27e                  |
| 106                  | Alexandra Manly (AUS)  | 21e                  |

| Parkhotel Valkenburg PHV | Parkhotel Valkenburg PHV | Parkhotel Valkenburg PHV |
| ------------------------ | ------------------------ | ------------------------ |
| Num                      | Coureuse                 | Pos                      |
| 111                      | Sofie De Vuyst (BEL)     | 6e                       |
| 112                      | Esther van Veen (NED)    | 78e                      |
| 113                      | Loes Adegeest (NED)      | 70e                      |
| 114                      | Belle De Gast (NED)      | 40e                      |
| 115                      | Femke Markus (NED)       | 84e                      |
| 116                      | Fleur Nagengast (NED)    | 39e                      |

| Sopela Women's Team SWT | Sopela Women's Team SWT | Sopela Women's Team SWT |
| ----------------------- | ----------------------- | ----------------------- |
| Num                     | Coureuse                | Pos                     |
| 121                     | Maria Martins (POR)     | AB                      |
| 122                     | Ariadna Trias (ESP)     | AB                      |
| 123                     | Andere Basterra (ESP)   | AB                      |
| 125                     | Alexandra Moreno (ESP)  | AB                      |

| WNT-Rotor Pro Cycling WNT | WNT-Rotor Pro Cycling WNT | WNT-Rotor Pro Cycling WNT |
| ------------------------- | ------------------------- | ------------------------- |
| Num                       | Coureuse                  | Pos                       |
| 131                       | Laura Asencio (FRA)       | 33e                       |
| 132                       | Ane Santesteban (ESP)     | 4e                        |
| 133                       | Lara Vieceli (ITA)        | 30e                       |
| 135                       | Aafke Soet (NED)          | AB                        |
| 136                       | Anna Badegruber (AUT)     | AB                        |

| France FRA | France FRA          | France FRA |
| ---------- | ------------------- | ---------- |
| Num        | Coureuse            | Pos        |
| 141        | Sandrine Bideau     | 63e        |
| 142        | Audrey Cordon-Ragot | 22e        |
| 143        | Barbara Fonseca     | AB         |
| 144        | Lucie Jounier       | AB         |
| 145        | Juliette Labous     | 16e        |
| 146        | Marine Strappazzon  | AB         |

| Israël ISR | Israël ISR       | Israël ISR |
| ---------- | ---------------- | ---------- |
| Num        | Coureuse         | Pos        |
| 151        | Rotem Gafinovitz | 57e        |
| 152        | Omer Shapira     | 31e        |
| 153        | Avital Gez       | AB         |
| 154        | Miriam Bar-on    | AB         |
| 155        | Nofar Maoz       | AB         |

| Luxembourg LUX | Luxembourg LUX            | Luxembourg LUX |
| -------------- | ------------------------- | -------------- |
| Num            | Coureuse                  | Pos            |
| 161            | Christine Majerus (route) | 13e            |
| 162            | Nina Berton               | AB             |
| 163            | Elise Maes                | 48e            |
| 164            | Anne-Sophie Harsch        | 83e            |
| 165            | Claire Faber              | 92e            |
| 166            | Laurence Thill            | AB             |

| Jan van Arckel ___ | Jan van Arckel ___        | Jan van Arckel ___ |
| ------------------ | ------------------------- | ------------------ |
| Num                | Coureuse                  | Pos                |
| 171                | Charlotte Kool (NED)      | AB                 |
| 172                | Bente van Teeseling (NED) | AB                 |
| 173                | Amber van der Hulst (NED) | 81e                |
| 174                | Minke Bakker (NED)        | AB                 |
| 175                | Mylène de Zoete (NED)     | AB                 |
| 176                | Lily Schuitemaker (NED)   | AB                 |

| Nouvelle-Zélande NZL | Nouvelle-Zélande NZL | Nouvelle-Zélande NZL |
| -------------------- | -------------------- | -------------------- |
| Num                  | Coureuse             | Pos                  |
| 181                  | Bryony Botha         | AB                   |
| 182                  | Rylee McMullen       | AB                   |
| 183                  | Rushlee Buchanan     | AB                   |
| 184                  | Jenelle Crooks       | 35e                  |
| 185                  | Holly Edmondston     | 66e                  |
| 186                  | Racquel Sheath       | AB                   |

| Norvège NOR | Norvège NOR                | Norvège NOR |
| ----------- | -------------------------- | ----------- |
| Num         | Coureuse                   | Pos         |
| 191         | Stine Borgli               | 5e          |
| 192         | Thale Sofie Kielland Bjerk | 68e         |
| 193         | Line Marie Gulliksen       | 91e         |
| 194         | Ingrid Moe                 | AB          |
| 195         | Mie Bjørndal Ottestad      | 85e         |
| 196         | Birgitte Ravndal           | 58e         |

| Russie RUS | Russie RUS                  | Russie RUS |
| ---------- | --------------------------- | ---------- |
| Num        | Coureuse                    | Pos        |
| 201        | Polina Kirillova            | AB         |
| 202        | Margarita Syrodoeva (route) | AB         |
| 203        | Galina Tchernychova         | 46e        |
| 204        | Gyunel Mekhtieva            | 42e        |
| 205        | Irina Ivanova               | 43e        |
| 206        | Marina Uvarova              | 51e        |

| Espagne ESP | Espagne ESP          | Espagne ESP |
| ----------- | -------------------- | ----------- |
| Num         | Coureuse             | Pos         |
| 211         | Mavi García          | 2e          |
| 212         | Alicia González      | 41e         |
| 213         | Sheyla Gutiérrez     | 3e          |
| 214         | Eukene Larrarte      | AB          |
| 215         | Lorena Llamas        | 34e         |
| 216         | Eider Merino (route) | 20e         |

| Centre mondial du cyclisme WCC | Centre mondial du cyclisme WCC | Centre mondial du cyclisme WCC |
| ------------------------------ | ------------------------------ | ------------------------------ |
| Num                            | Coureuse                       | Pos                            |
| 221                            | Alice Sharpe (IRL)             | 29e                            |
| 222                            | Teniel Campbell (TTO)          | AB                             |
| 223                            | Agua Marina Espínola (PAR)     | 52e                            |
| 224                            | Anabel Yapura (ARG)            | 59e                            |
| 225                            | Desiet Kidane (ERI)            | 71e                            |
| 226                            | Marlen Reusser (SUI)           | 11e                            |

| Breizh Ladies ___ | Breizh Ladies ___           | Breizh Ladies ___ |
| ----------------- | --------------------------- | ----------------- |
| Num               | Coureuse                    | Pos               |
| 231               | Maina Galand (FRA)          | AB                |
| 232               | Célia Le Mouël (FRA)        | 23e               |
| 233               | Jeanne Louise Barbier (FRA) | 79e               |
| 234               | Cédrine Kerbaol (FRA)       | 47e               |
| 235               | Floriane Huet (FRA)         | AB                |
| 236               | Fanny Rio (FRA)             | 87e               |

| Elles Pays de la Loire ___ | Elles Pays de la Loire ___ | Elles Pays de la Loire ___ |
| -------------------------- | -------------------------- | -------------------------- |
| Num                        | Coureuse                   | Pos                        |
| 241                        | Anaelle Menet (FRA)        | AB                         |
| 242                        | Clémence Eraud (FRA)       | AB                         |
| 243                        | Charlotte Guillard (FRA)   | AB                         |
| 244                        | Justine Gegu (FRA)         | AB                         |
| 245                        | Jade Leroueil (FRA)        | AB                         |
| 246                        | Sarah Pope (FRA)           | AB                         |

| DN Auvergne-Rhône Alpes ___ | DN Auvergne-Rhône Alpes ___ | DN Auvergne-Rhône Alpes ___ |
| --------------------------- | --------------------------- | --------------------------- |
| Num                         | Coureuse                    | Pos                         |
| 251                         | Dilyxine Miermont (FRA)     | AB                          |
| 252                         | Emeline Eustache (FRA)      | 72e                         |
| 253                         | Léa Curinier (FRA)          | AB                          |
| 254                         | Sophie Almeida (FRA)        | AB                          |
| 255                         | Clarisse Dance (FRA)        | AB                          |
| 256                         | Léna Gérault (FRA)          | 45e                         |

| Centre Val de Loire ___ | Centre Val de Loire ___  | Centre Val de Loire ___ |
| ----------------------- | ------------------------ | ----------------------- |
| Num                     | Coureuse                 | Pos                     |
| 261                     | Mélanie Guedon (FRA)     | AB                      |
| 262                     | Lyse Girault (FRA)       | AB                      |
| 264                     | Mathilde Terrasson (FRA) | AB                      |
| 266                     | Pascaline Duchesne (FRA) | AB                      |

| Bio Frais ___ | Bio Frais ___          | Bio Frais ___ |
| ------------- | ---------------------- | ------------- |
| Num           | Coureuse               | Pos           |
| 271           | Loriane Ceyssat (FRA)  | 64e           |
| 272           | Clara Copponi (FRA)    | 54e           |
| 273           | Alice Coutinho (FRA)   | AB            |
| 274           | Camille Devi (FRA)     | 88e           |
| 275           | Valentine Fortin (FRA) | AB            |
| 276           | Aline Guglielmi (FRA)  | AB            |

| VC Morteau Montbenoit ___ | VC Morteau Montbenoit ___ | VC Morteau Montbenoit ___ |
| ------------------------- | ------------------------- | ------------------------- |
| Num                       | Coureuse                  | Pos                       |
| 281                       | Jennifer Mark (FRA)       | AB                        |
| 282                       | Marie Gielen (FRA)        | AB                        |
| 283                       | Margot Grosjean (FRA)     | AB                        |
| 284                       | Zoé Delachaux (FRA)       | AB                        |
| 285                       | Laura Semon (FRA)         | AB                        |
| 286                       | Chloé Charpentier (FRA)   | AB                        |

| FDJ-Nouvelle Aquitaine-Futuroscope FDJ | FDJ-Nouvelle Aquitaine-Futuroscope FDJ | FDJ-Nouvelle Aquitaine-Futuroscope FDJ |
| -------------------------------------- | -------------------------------------- | -------------------------------------- |
| Num                                    | Coureuse                               | Pos                                    |
| 1                                      | Coralie Demay (FRA)                    | AB                                     |
| 2                                      | Shara Marche (AUS)                     | 9e                                     |
| 3                                      | Marie Le Net (FRA)                     | 53e                                    |
| 4                                      | Eugénie Duval (FRA)                    | 24e                                    |
| 5                                      | Victorie Guilman (FRA)                 | 14e                                    |
| 6                                      | Lauren Kitchen (AUS)                   | 28e                                    |

| Charente-Maritime CMW | Charente-Maritime CMW | Charente-Maritime CMW |
| --------------------- | --------------------- | --------------------- |
| Num                   | Coureuse              | Pos                   |
| 11                    | Pauline Allin (FRA)   | 80e                   |
| 12                    | India Grangier (FRA)  | AB                    |
| 13                    | Noémie Abgrall (FRA)  | 96e                   |
| 14                    | Manon Minaud (FRA)    | 62e                   |
| 15                    | Lucie Lahaye (FRA)    | 65e                   |
| 16                    | Anaïs Morichon (FRA)  | AB                    |

| Aromitalia Vaiano VAI | Aromitalia Vaiano VAI        | Aromitalia Vaiano VAI |
| --------------------- | ---------------------------- | --------------------- |
| Num                   | Coureuse                     | Pos                   |
| 21                    | Sofia Beggin (ITA)           | AB                    |
| 22                    | Rasa Leleivytė (LTU) (route) | 15e                   |
| 23                    | Letizia Borghesi (ITA)       | 10e                   |
| 24                    | Nicole Nesti (ITA)           | 94e                   |
| 25                    | Michela Balducci (ITA)       | 37e                   |
| 26                    | Emilia Matteoli (ITA)        | AB                    |

| Bepink BPK | Bepink BPK              | Bepink BPK |
| ---------- | ----------------------- | ---------- |
| Num        | Coureuse                | Pos        |
| 31         | Simona Frapporti (ITA)  | 56e        |
| 32         | Chiara Perini (ITA)     | 95e        |
| 33         | Silvia Valsecchi (ITA)  | 69e        |
| 34         | Vania Canvelli (ITA)    | 55e        |
| 35         | Tatiana Guderzo (ITA)   | 19e        |
| 36         | Francesca Pattaro (ITA) | 60e        |

| Bigla BIG | Bigla BIG                   | Bigla BIG |
| --------- | --------------------------- | --------- |
| Num       | Coureuse                    | Pos       |
| 41        | Cecilie Uttrup Ludwig (DEN) | 1re       |
| 42        | Leah Thomas (USA)           | 44e       |
| 43        | Mikayla Harvey (NZL)        | AB        |
| 44        | Sophie Wright (GBR)         | 12e       |
| 45        | Elizabeth Banks (GBR)       | 36e       |
| 46        | Nikola Nosková (CZE)        | 18e       |

| Bizkaia-Durango BDP | Bizkaia-Durango BDP     | Bizkaia-Durango BDP |
| ------------------- | ----------------------- | ------------------- |
| Num                 | Coureuse                | Pos                 |
| 51                  | Sandra Alonso (ESP)     | AB                  |
| 52                  | Ainara Elbusto (ESP)    | 93e                 |
| 53                  | Isabel Martin (ESP)     | AB                  |
| 54                  | Lucía González (ESP)    | 38e                 |
| 55                  | Ariana Gilabert (ESP)   | 86e                 |
| 56                  | Cristina Martínez (ESP) | 74e                 |

| BTC City Ljubljana BTC | BTC City Ljubljana BTC | BTC City Ljubljana BTC |
| ---------------------- | ---------------------- | ---------------------- |
| Num                    | Coureuse               | Pos                    |
| 61                     | Urša Pintar (SLO)      | 8e                     |
| 62                     | Hanna Nilsson (SWE)    | 17e                    |
| 63                     | Urška Žigart (SLO)     | 49e                    |
| 64                     | Špela Kern (SLO)       | AB                     |
| 65                     | Maja Savic (SRB)       | AB                     |

| Doltcini-Van Eyck Sport DVE | Doltcini-Van Eyck Sport DVE     | Doltcini-Van Eyck Sport DVE |
| --------------------------- | ------------------------------- | --------------------------- |
| Num                         | Coureuse                        | Pos                         |
| 71                          | Pascale Jeuland-Tranchant (FRA) | 61e                         |
| 72                          | Marion Sicot (FRA)              | 32e                         |
| 73                          | Saartje Vandenbroucke (BEL)     | AB                          |
| 74                          | Jesse Vandenbulcke (BEL)        | 26e                         |
| 75                          | Séverine Eraud (FRA)            | AB                          |
| 76                          | Victoire Berteau (FRA)          | AB                          |

| Health Mate-Ladies Team HMT | Health Mate-Ladies Team HMT   | Health Mate-Ladies Team HMT |
| --------------------------- | ----------------------------- | --------------------------- |
| Num                         | Coureuse                      | Pos                         |
| 81                          | Christina Schweinberger (AUT) | 76e                         |
| 82                          | Kylie Waterreus (NED)         | 73e                         |
| 83                          | Kirstie van Haaften (NED)     | 77e                         |
| 84                          | Fien Delbaere (BEL)           | 82e                         |
| 85                          | Veronika Kormos (HUN)         | 90e                         |

| Lotto Soudal Ladies LSL | Lotto Soudal Ladies LSL  | Lotto Soudal Ladies LSL |
| ----------------------- | ------------------------ | ----------------------- |
| Num                     | Coureuse                 | Pos                     |
| 91                      | Julie Van de Velde (BEL) | 7e                      |
| 92                      | Danique Braam (NED)      | 89e                     |
| 93                      | Chantal Hoffmann (LUX)   | AB                      |
| 94                      | Danielle Christmas (GBR) | 25e                     |

| Mitchelton-Scott MTS | Mitchelton-Scott MTS   | Mitchelton-Scott MTS |
| -------------------- | ---------------------- | -------------------- |
| Num                  | Coureuse               | Pos                  |
| 101                  | Sarah Roy (AUS)        | 75e                  |
| 102                  | Gracie Elvin (AUS)     | 50e                  |
| 103                  | Georgia Williams (NZL) | 67e                  |
| 105                  | Moniek Tenniglo (NED)  | 27e                  |
| 106                  | Alexandra Manly (AUS)  | 21e                  |

| Parkhotel Valkenburg PHV | Parkhotel Valkenburg PHV | Parkhotel Valkenburg PHV |
| ------------------------ | ------------------------ | ------------------------ |
| Num                      | Coureuse                 | Pos                      |
| 111                      | Sofie De Vuyst (BEL)     | 6e                       |
| 112                      | Esther van Veen (NED)    | 78e                      |
| 113                      | Loes Adegeest (NED)      | 70e                      |
| 114                      | Belle De Gast (NED)      | 40e                      |
| 115                      | Femke Markus (NED)       | 84e                      |
| 116                      | Fleur Nagengast (NED)    | 39e                      |

| Sopela Women's Team SWT | Sopela Women's Team SWT | Sopela Women's Team SWT |
| ----------------------- | ----------------------- | ----------------------- |
| Num                     | Coureuse                | Pos                     |
| 121                     | Maria Martins (POR)     | AB                      |
| 122                     | Ariadna Trias (ESP)     | AB                      |
| 123                     | Andere Basterra (ESP)   | AB                      |
| 125                     | Alexandra Moreno (ESP)  | AB                      |

| WNT-Rotor Pro Cycling WNT | WNT-Rotor Pro Cycling WNT | WNT-Rotor Pro Cycling WNT |
| ------------------------- | ------------------------- | ------------------------- |
| Num                       | Coureuse                  | Pos                       |
| 131                       | Laura Asencio (FRA)       | 33e                       |
| 132                       | Ane Santesteban (ESP)     | 4e                        |
| 133                       | Lara Vieceli (ITA)        | 30e                       |
| 135                       | Aafke Soet (NED)          | AB                        |
| 136                       | Anna Badegruber (AUT)     | AB                        |

| France FRA | France FRA          | France FRA |
| ---------- | ------------------- | ---------- |
| Num        | Coureuse            | Pos        |
| 141        | Sandrine Bideau     | 63e        |
| 142        | Audrey Cordon-Ragot | 22e        |
| 143        | Barbara Fonseca     | AB         |
| 144        | Lucie Jounier       | AB         |
| 145        | Juliette Labous     | 16e        |
| 146        | Marine Strappazzon  | AB         |

| Israël ISR | Israël ISR       | Israël ISR |
| ---------- | ---------------- | ---------- |
| Num        | Coureuse         | Pos        |
| 151        | Rotem Gafinovitz | 57e        |
| 152        | Omer Shapira     | 31e        |
| 153        | Avital Gez       | AB         |
| 154        | Miriam Bar-on    | AB         |
| 155        | Nofar Maoz       | AB         |

| Luxembourg LUX | Luxembourg LUX            | Luxembourg LUX |
| -------------- | ------------------------- | -------------- |
| Num            | Coureuse                  | Pos            |
| 161            | Christine Majerus (route) | 13e            |
| 162            | Nina Berton               | AB             |
| 163            | Elise Maes                | 48e            |
| 164            | Anne-Sophie Harsch        | 83e            |
| 165            | Claire Faber              | 92e            |
| 166            | Laurence Thill            | AB             |

| Jan van Arckel ___ | Jan van Arckel ___        | Jan van Arckel ___ |
| ------------------ | ------------------------- | ------------------ |
| Num                | Coureuse                  | Pos                |
| 171                | Charlotte Kool (NED)      | AB                 |
| 172                | Bente van Teeseling (NED) | AB                 |
| 173                | Amber van der Hulst (NED) | 81e                |
| 174                | Minke Bakker (NED)        | AB                 |
| 175                | Mylène de Zoete (NED)     | AB                 |
| 176                | Lily Schuitemaker (NED)   | AB                 |

| Nouvelle-Zélande NZL | Nouvelle-Zélande NZL | Nouvelle-Zélande NZL |
| -------------------- | -------------------- | -------------------- |
| Num                  | Coureuse             | Pos                  |
| 181                  | Bryony Botha         | AB                   |
| 182                  | Rylee McMullen       | AB                   |
| 183                  | Rushlee Buchanan     | AB                   |
| 184                  | Jenelle Crooks       | 35e                  |
| 185                  | Holly Edmondston     | 66e                  |
| 186                  | Racquel Sheath       | AB                   |

| Norvège NOR | Norvège NOR                | Norvège NOR |
| ----------- | -------------------------- | ----------- |
| Num         | Coureuse                   | Pos         |
| 191         | Stine Borgli               | 5e          |
| 192         | Thale Sofie Kielland Bjerk | 68e         |
| 193         | Line Marie Gulliksen       | 91e         |
| 194         | Ingrid Moe                 | AB          |
| 195         | Mie Bjørndal Ottestad      | 85e         |
| 196         | Birgitte Ravndal           | 58e         |

| Russie RUS | Russie RUS                  | Russie RUS |
| ---------- | --------------------------- | ---------- |
| Num        | Coureuse                    | Pos        |
| 201        | Polina Kirillova            | AB         |
| 202        | Margarita Syrodoeva (route) | AB         |
| 203        | Galina Tchernychova         | 46e        |
| 204        | Gyunel Mekhtieva            | 42e        |
| 205        | Irina Ivanova               | 43e        |
| 206        | Marina Uvarova              | 51e        |

| Espagne ESP | Espagne ESP          | Espagne ESP |
| ----------- | -------------------- | ----------- |
| Num         | Coureuse             | Pos         |
| 211         | Mavi García          | 2e          |
| 212         | Alicia González      | 41e         |
| 213         | Sheyla Gutiérrez     | 3e          |
| 214         | Eukene Larrarte      | AB          |
| 215         | Lorena Llamas        | 34e         |
| 216         | Eider Merino (route) | 20e         |

| Centre mondial du cyclisme WCC | Centre mondial du cyclisme WCC | Centre mondial du cyclisme WCC |
| ------------------------------ | ------------------------------ | ------------------------------ |
| Num                            | Coureuse                       | Pos                            |
| 221                            | Alice Sharpe (IRL)             | 29e                            |
| 222                            | Teniel Campbell (TTO)          | AB                             |
| 223                            | Agua Marina Espínola (PAR)     | 52e                            |
| 224                            | Anabel Yapura (ARG)            | 59e                            |
| 225                            | Desiet Kidane (ERI)            | 71e                            |
| 226                            | Marlen Reusser (SUI)           | 11e                            |

| Breizh Ladies ___ | Breizh Ladies ___           | Breizh Ladies ___ |
| ----------------- | --------------------------- | ----------------- |
| Num               | Coureuse                    | Pos               |
| 231               | Maina Galand (FRA)          | AB                |
| 232               | Célia Le Mouël (FRA)        | 23e               |
| 233               | Jeanne Louise Barbier (FRA) | 79e               |
| 234               | Cédrine Kerbaol (FRA)       | 47e               |
| 235               | Floriane Huet (FRA)         | AB                |
| 236               | Fanny Rio (FRA)             | 87e               |

| Elles Pays de la Loire ___ | Elles Pays de la Loire ___ | Elles Pays de la Loire ___ |
| -------------------------- | -------------------------- | -------------------------- |
| Num                        | Coureuse                   | Pos                        |
| 241                        | Anaelle Menet (FRA)        | AB                         |
| 242                        | Clémence Eraud (FRA)       | AB                         |
| 243                        | Charlotte Guillard (FRA)   | AB                         |
| 244                        | Justine Gegu (FRA)         | AB                         |
| 245                        | Jade Leroueil (FRA)        | AB                         |
| 246                        | Sarah Pope (FRA)           | AB                         |

| DN Auvergne-Rhône Alpes ___ | DN Auvergne-Rhône Alpes ___ | DN Auvergne-Rhône Alpes ___ |
| --------------------------- | --------------------------- | --------------------------- |
| Num                         | Coureuse                    | Pos                         |
| 251                         | Dilyxine Miermont (FRA)     | AB                          |
| 252                         | Emeline Eustache (FRA)      | 72e                         |
| 253                         | Léa Curinier (FRA)          | AB                          |
| 254                         | Sophie Almeida (FRA)        | AB                          |
| 255                         | Clarisse Dance (FRA)        | AB                          |
| 256                         | Léna Gérault (FRA)          | 45e                         |

| Centre Val de Loire ___ | Centre Val de Loire ___  | Centre Val de Loire ___ |
| ----------------------- | ------------------------ | ----------------------- |
| Num                     | Coureuse                 | Pos                     |
| 261                     | Mélanie Guedon (FRA)     | AB                      |
| 262                     | Lyse Girault (FRA)       | AB                      |
| 264                     | Mathilde Terrasson (FRA) | AB                      |
| 266                     | Pascaline Duchesne (FRA) | AB                      |

| Bio Frais ___ | Bio Frais ___          | Bio Frais ___ |
| ------------- | ---------------------- | ------------- |
| Num           | Coureuse               | Pos           |
| 271           | Loriane Ceyssat (FRA)  | 64e           |
| 272           | Clara Copponi (FRA)    | 54e           |
| 273           | Alice Coutinho (FRA)   | AB            |
| 274           | Camille Devi (FRA)     | 88e           |
| 275           | Valentine Fortin (FRA) | AB            |
| 276           | Aline Guglielmi (FRA)  | AB            |

| VC Morteau Montbenoit ___ | VC Morteau Montbenoit ___ | VC Morteau Montbenoit ___ |
| ------------------------- | ------------------------- | ------------------------- |
| Num                       | Coureuse                  | Pos                       |
| 281                       | Jennifer Mark (FRA)       | AB                        |
| 282                       | Marie Gielen (FRA)        | AB                        |
| 283                       | Margot Grosjean (FRA)     | AB                        |
| 284                       | Zoé Delachaux (FRA)       | AB                        |
| 285                       | Laura Semon (FRA)         | AB                        |
| 286                       | Chloé Charpentier (FRA)   | AB                        |